# Minecraft
A Minecraft nyílt világú sandbox videójáték, melyet a svéd Markus Persson programozó indított útjára 2009-ben, és a Mojang adott ki 2011-ben. 2014-ben a Microsoft felvásárolta a játék fejlesztésével és kiadásával foglalkozó céget, ezzel együtt birtokukba került a Minecraft tulajdonjoga is. A Minecraft minden idők legkelendőbb játéka. 2023 októberére 300 millió példányt adtak el belőle valamennyi platformon, továbbá havi szinten 126 millió aktív játékossal rendelkezik.
A Minecraftban a játékosok egy blokkokból álló, pixeles, 3D világot fedezhetnek fel, felhasználhatják annak a nyersanyagait, eszközöket készíthetnek, építményeket építhetnek, továbbá a játék módjától függően harcolhatnak számítógép vezérelte ellenségekkel, vagy akár együttműködhetnek más játékosokkal. A játék több módban is játszható: a gyűjtögetésre, barkácsolásra és harcokra fókuszáló túlélő és a végtelen forrással rendelkező kreatív, vagy szemlélő módban. A Java alapú kiadásban különböző modokkal új játékmechanikával, tárgyakkal és grafikával lehet kiegészíteni a játékot.
A Minecraft nagy népszerűségnek örvend, számos díjat nyert el és minden idők egyik legbefolyásosabb játéka lett. A játék népszerűsítésében nagy szerepet játszott a közösségi média, paródiák, különböző adaptációk, ajándéktárgyak, illetve az évente megrendezésre kerülő MineCon. A játékot az oktatásban is felhasználták első sorban számítástechnikai rendszerek, virtuális számítógépek és hardverek terén. Számos spin-off is készült, ilyenek a 2015-ös Minecraft: Story Mode, a 2019-es Minecraft Earth, a 2020-as Minecraft Dungeons és a 2023-as Minecraft Legends.

## Játékmenet
A Minecraft háromdimenziós sandbox játék, melynek nincs konkrét kitűzött célja, szabadságot adva a játékosoknak, hogy maguk választhassák meg a játék menetét. Rendelkezik eredményrendszerrel, melyet a Java alapú kiadásban előrehaladásnak (advancements) nevezik. A játékot elsősorban belső nézetből (FPS) lehet játszani, de lehetőség van külső nézetbe (TPS) is váltani. A világ nagy része háromdimenziós elemekből áll – első sorban kockákból és folyadékokból, amelyeket általában „blokkoknak” neveznek –, melyek különböző anyagokat ábrázolnak, mint például föld, kő, különböző ércek, fatörzs, víz és láva. Ezek a blokkok 3D rácsban vannak elhelyezve. A játékos ezeket a blokkokat „bányászhatja ki” és helyezheti le, így akár építményeket is készíthet. A játékban megtalálható „vöröskő” (redstone) elektromos áramkörök és logikai kapuk készítésére használható, lehetővé téve összetett rendszerek elkészítését.
A játékvilág tulajdonképpen végtelen, és folyamatosan generálódik, ahogy a játékos felfedezi azt. A függőleges mozgás le van korlátozva, azonban a világ horizontális kiterjedése nagy méreteket ölthet. Technikai okok miatt problémát okoz, ha a játékos rendkívül távoli helyekre kerül a játékban, ezért a pálya közepétől minden irányba 30-30 millió blokknyira akadályt képző falat hoztak létre. A rendelkezésre álló játszható világ így 60 000 000 x 60 000 000 blokk. A nagy területek kezelésére a játék a világ adatait kisebb részekre, „chunkokra” osztja fel, amelyeket csak akkor generál le, vagy tölt be, amikor a játékos a közelében tartózkodik. A játékvilág ezen kívül több éghajlatra (pl. sivatag, dzsungel, tundra) és felszínformára (pl. síkság, hegység) tagolódik. A játékban a nappal és az éjszaka folyamatosan követik egymást, egy teljes napszak alapértelmezetten 20 percig tart.

A játék szörnyei közül pár darab, balról jobbra: zombi, pók, bevégző (enderman), „creeper” és csontváz

Az új játékosok választhatnak kinézetet, nagyrészt Alex, vagy Steve kinézetét és ezek változatait, de lehetőségük van sajátot is feltölteni és használni. A játékosok több nem játszható karakterekkel, „mobokkal” is találkozhatnak, mint például állatokkal, falusiakkal és ellenséges lényekkel. A passzív lények zsákmányszerzés céljából vadászhatóak, illetve csak nappal jelennek meg, míg az ellenséges lények éjszaka és sötét helyeken, némelyikük pedig a napfényen el is ég.
A játék az alap világon kívül két alternatív dimenzióval rendelkezik: az „Alvilággal” (Nether) és a „Véggel” (End). Az Alvilág egy pokolszerű világ, melyet a játékos által elkészített portálokon lehet elérni. Számos egyedi alapanyagot tartalmaz, köztük az egyik főellenség, a „Sorvasztó” (Wither) megidézéséhez szükséges elemeket is. A Vég kopár, lebegő szigetekből áll, és itt található meg a másik főellenség, a Végzetsárkány. A sárkány legyőzése után fut le a stáblista, végén Julian Gough ír költő versével. Ezt követően a játékos visszatérhet a játékba, és folytathatja azt.
Öt játékmódja van: túlélő, kreatív, kaland, hardcore és megfigyelő mód. Továbbá a játék nehézségét is be lehet állítani egy négyfokozatú skálán (békés, könnyű, normál, nehéz).

### Túlélő mód

A barkácsolási felület a játékon belül

Túlélő módban a játékosnak össze kell gyűjtenie a környezetében megtalálható anyagokat, hogy abból eszközöket és tárgyakat készíthessen. A játék nehézségétől függően a sötét helyeken szörnyek teremhetnek, amik ellen a játékos menedéket építhet magának. Ebben a játékmódban a karakter rendelkezik egy életcsíkkal, mely sérülés, fulladás, éhezés miatt lecsökkenhet. Az életcsík mellett van egy ételsáv is, melyet időnként újra kell tölteni. Ha ez a sáv tele van, az életcsík visszatöltődik, de ha lecsökken, akkor a regenerálódás leáll, továbbá a túlzott éhesség miatt a játékos sebződhet is.
A játékosok sok fajta tárgyat el tudnak készíteni a játékban. A barkácsolható tárgyak között szerepelnek páncélok, melyek enyhítik a sérülést, fegyverek (például kardok), melyekkel fel lehet venni a harcot a szörnyek ellen, valamint eszközöket, melyek megkönnyítik bizonyos blokkok kibányászását. Lehetőség van még kemence készítésére, ebből 3 fajta létezik (sima kemence, füstölő, kohó). A füstölőben az ételek, a kohóban pedig az ércek sülnek gyorsabban. Mindemellett a játékosok kereskedhetnek különféle nem játékos karakterekkel.
A játék rendelkezik eszköztárral, melyben a játékosok korlátozott számú tárgyat tudnak magukkal vinni. A játékos halálakor ezek a tárgyak szétszóródnak, ő pedig a kiindulási helyén újra éled. Ezt a helyet ágy segítségével meg lehet változtatni. A játékos tapasztalati pontokat szerezhet szörnyek, állatok és más játékosok megölésével, bányászattal, ércek olvasztásával, állatok tenyésztésével, valamint ételek elkészítésével. Ezeket a pontokat később eszközök és fegyverek bűvölésére lehet felhasználni, erősebbekké, ellenállóbakká válnak, vagy más tulajdonsággal módosulnak.
A hardcore játékmód a túlélő nehezített változata. Itt halál esetén a játék véget ér, és a játékos átkerül szemlélő módba, vagy törölheti a játékvilágot.

### Kreatív mód
Kreatív módban a játékos az eszköztárán keresztül hozzáfér a játék minden eszközéhez és építőeleméhez, valamint azokat elhelyezheti és könnyen eltávolíthatja. Emellett a játékosoknak lehetőségük van a világban repülni, miközben a karakterük nem sérül és nem éhezik. A játékmód segíti a játékosokat bármilyen méretű építmény zavartalan megvalósításában.

### Kaland mód
A kaland módot kifejezetten a közösség által készített kalandpályákra tervezték. A játékmenet hasonló a túlélőhöz, némi korlátozással, melyet a pálya készítője határoz meg. Ez arra ösztönzi a játékosokat, hogy teljesítsék a kitűzött feladatokat. Az egyedi kalandpálya elkészítését segíti a „parancsblokk” (command block) is, amely megkönnyíti a játékossal való interakciót.

### Szemlélő mód
Megfigyelő módban lehetőség van a játékmenet szabad megfigyelésére, anélkül, hogy a játékos beavatkozna abba. A játékosok ebben a módban nem rendelkeznek eszköztárral, de át tudnak repülni blokkokon, más játékosokhoz tudnak teleportálni, illetve az ők, vagy más lények szemszögéből nézni a játékot. A megfigyelő mód csak a Java alapú kiadásban érhető el.

### Többjátékos mód
Többjátékos módban peer-to-peer kapcsolaton, LAN hálózaton, osztott képernyőn és online szervereken lehet játszani. Ebben a módban több játékos kommunikálhat és léphet interakcióba egymással egy világban. Többjátékos játékmenet indítására több mód is van: Egyjátékos módban helyi hálózaton meg lehet osztani a világot, Xbox Live-val csatlakozni lehet mások játékához, valamint szervereket is lehet erre a célra futtatni. Az utóbb említett szervereket operátorok irányítják, akik hozzáférnek minden parancshoz, és korlátozhatják a szerverhez való csatlakozást.

#### Minecraft Realms
2013-ban a Mojang bejelentette a Minecraft Realms szerver tárhely szolgáltatásuk elindítását, azzal a céllal, hogy a játékosok egyszerűen és biztonságosan futtathassanak többjátékos szervereket anélkül, hogy saját maguknak kelljen konfigurálni egyet. A hagyományos szerverekkel ellentétben ezekre csak meghívással lehet csatlakozni, az IP-cím megadásával nem, és rajta egyszerre legfeljebb 10-en lehetnek online. Előfizetés mellé a játékosok grafikai csomagot, illetve kalandpályákat is kaphatnak. A 2016-os E3-on jelentették be, hogy a Minecraft Realms 2016 júniusától támogatni fogja a Windows 10, az iOS, az Android platformok közti játékmenetet, ehhez a listához csatlakozott 2017-ben az Xbox One és a virtuális valóság eszközök, 2018-ban a Nintendo Switch és 2019-ben pedig a PlayStation 4.

### Módosítások

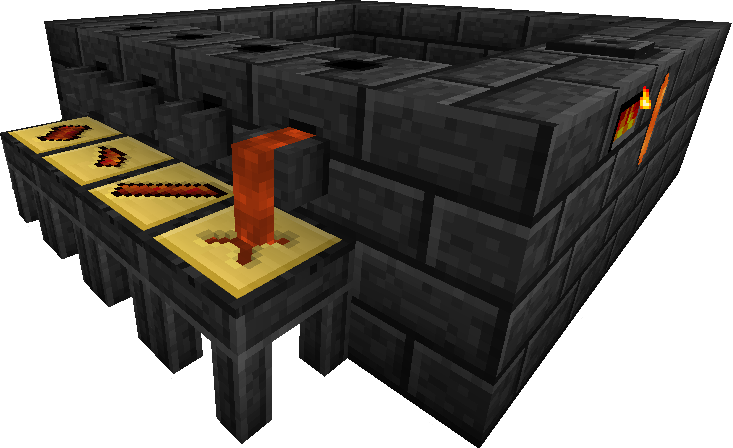
Egy kohó, melyet a Tinkers Construct mod ad a játékhoz

A játékosközösség számos letölthető tartalmat készített a játékhoz, ilyenek a modok és a grafikai csomagok. A modok számos új játékelemet (új blokkokat, élőlényeket, tárgyakat, játékmechanizmust) adnak hozzá a játékhoz. Grafikai és játékmodok mellett készültek forráscsomagok is, melyekkel a játékbeli textúrákat és hangokat lehet megváltoztatni. Továbbá a játékosok pályákat készíthetnek saját szabályokkal, kihívásokkal, rejtvényekkel, és ezeket megoszthatják másokkal. A Mojang 2012-ben a Java alapú kiadáshoz hozzáadta a kaland módot és a parancsblokkot, kifejezetten az ilyen kalandpályák számára.
Az Xbox 360 Edition szintén támogatja a módosításokat, melyeket az Xbox Games Store-ból lehet megvásárolni. Ezek kezdetben csak karakter kinézetek voltak, később ez bővült grafikai, hang és felhasználói felület módosításokkal. Az online áruház első textúracsomagja a 2013. szeptember 4-én Mass Effect videójáték-sorozat tematikájú csomag volt. A különbség a Java és az Xbox 360 kiadás között az, hogy az utóbbin nem támogatják a közösségi tartalmak megosztását. A Bedrock Editionbe 2017 júniusában került be a lehetőség egyedi tartalmak letöltésére. A „Discovery Update” új játékmódot és új térképet hozott be, továbbá egy online piacteret is a játékosok által készített tartalmak kereskedésére.

## Fejlesztés
| 2009 | Pre-classic                              |
| 2009 | Classic                                  |
| 2009 | Indev                                    |
| 2010 | Indev                                    |
| 2010 | Infdev                                   |
| 2010 | Alpha                                    |
| 2010 | Beta                                     |
| 2011 | Beta                                     |
| 2011 | 1.0: „Adventure Update”                  |
| 2012 | 1.1                                      |
| 2012 | 1.2                                      |
| 2012 | 1.3                                      |
| 2012 | 1.4: „Pretty Scary Update”               |
| 2013 | 1.5: „Redstone Update”                   |
| 2013 | 1.6: „Horse Update”                      |
| 2013 | 1.7: „The Update that Changed the World” |
| 2014 | 1.8: „Bountiful Update”                  |
| 2015 |                                          |
| 2016 | 1.9: „Combat Update”                     |
| 2016 | 1.10: „Frostburn Update”                 |
| 2016 | 1.11: „Exploration Update”               |
| 2017 | 1.12: „World of Color Update”            |
| 2018 | 1.13: „Update Aquatic”                   |
| 2019 | 1.14: „Village & Pillage”                |
| 2019 | 1.15: „Buzzy Bees”                       |
| 2020 | 1.16: „Nether Update”                    |
| 2021 | 1.17: „Caves & Cliffs: Part I”           |
| 2021 | 1.18: „Caves & Cliffs: Part II”          |
| 2022 | 1.19: „The Wild Update”                  |
| 2023 | 1.20: „Trails & Tales”                   |
| 2024 | 1.21: „Tricky Trials”                    |
| 2024 | 1.21.4: „The Garden Awakens”             |
| 2025 | 1.21.5: „Spring to Life”                 |

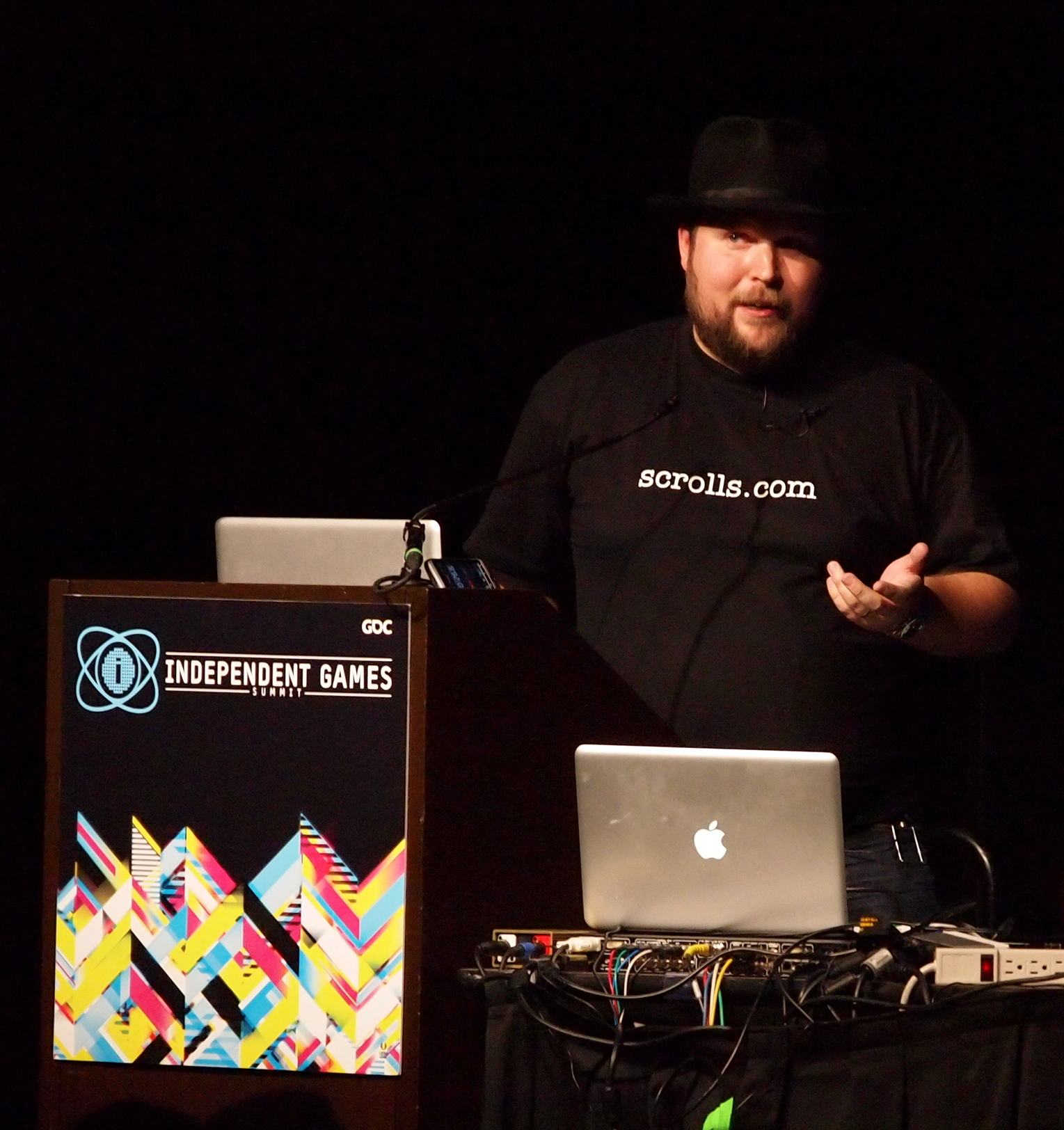
A Minecraft alkotója, Markus Persson a 2011-es GDC-n

Még a Minecraft elindítása előtt Markus „Notch” Persson 2009 márciusáig videójáték-fejlesztőként dolgozott a King stúdiónál. Ebben az időszakban főleg böngészős játékokon dolgozott, amely során számos programozási nyelvet is megtanult. Munkaidején kívül, szabadidejében játékok prototípusain dolgozott, melyekhez más videójátékokból szerzett ihletet, továbbá gyakran részt vett a független fejlesztők számára megrendezett TIGSource fórumokon. Az egyik saját projektje volt a „RubyDung” bázisépítős játék is, melyhez az alapötletet a Dwarf Fortress adta, és egy, a RollerCoaster Tycoonhoz hasonló izometrikus háromdimenziós világban kívánta megvalósítani. Persson már korábban dolgozott egy 3D-s zombis játék prototípusán, mellyel a Grand Theft Auto: Chinatown Wars stílusát próbálta utánozni. RubyDunghoz a Dungeon Keeperhez hasonló belső nézetet is tervezett, azonban a túlságosan pixelezett grafika miatt a kezdeti szakaszban kihagyta azt. 2009 márciusában hagyta ott korábbi munkahelyét, és csatlakozott a jAlbum csapatához, miközben folytatta az otthoni projektjeinek fejlesztését.
Az Infiniminer blokk alapú bányászós játék 2009. áprilisi megjelenése Perssont a RubyDung további fejlesztésére ösztönözte. Az Infiniminer nagy mértékben befolyásolta a játék stílusát beleértve a belső nézetet, a „blokkos” világot és az építgetős ötletet, azonban Persson mindenképp szeretett volna RPG elemeket is.
A Minecraft alapprogramját 2009 májusában egy hétvége alatt készítette el Persson, majd először a TIGSource fórumon osztotta meg 2009. május 17-én. Kezdetben a játékért 10 eurót kért, és már az első héten 40 példányt adott el. Az első játékosok fórum visszajelzései alapján Persson hetente adott ki frissítéseket a játékhoz. A játék ezen verziója később Classic néven vált ismertté. Ezt követően 2009 szeptembere és 2010 februárja között több frissítést is kiadott a játékhoz, ezek voltak a Survival Test, az Indev és az Infdev. Az első nagyobb frissítést, mellyel a fejlesztés belépett az alfa fázisba, 2010. június 28-án kapta meg. Ahogy nőttek a játék eladásai, Persson otthagyta a korábbi munkahelyét a jAlbumnál, hogy a Minecraft fejlesztésére tudjon koncentrálni.
A játék további fejlesztésére az eladásokból befolyt összegből Persson létrehozta a Mojangot. A Mojang társalapítói között ott volt még Jakob Porser, Persson korábbi munkatársa a Kingnél és Carl Manneh, a jAlbum vezérigazgatója.
2010 decemberében számolt be Notch, hogy a játék december 20-án lép be a béta fázisba, továbbá azt is, hogy a Minecraft összes frissítését ingyenesen kapják majd meg a játék tulajdonosai. A fejlesztés alatt több alkalmazottat is felvettek a Mojanghoz, hogy a játékon dolgozzanak.
A Minecraft első, teljes változata 2011. november 18-án jelent meg. December 1-jén Jens „Jeb” Bergensten átvette a Minecraft teljes kreatív irányítását Perssontól. 2012. február 28-án a Mojang felbérelte a népszerű „Bukkit” szerverplatform fejlesztőit, hogy javítsák a Minecraft szervermodok támogatását. A megegyezést követően a Mojang tulajdonjogot szerzett a CraftBukkit modok felett, habár ezek nyílt forráskódú projektek több közreműködővel, valamint GPL és LGPL licencek alatt lettek közzétéve. 2014. szeptember 15-én a Microsoft 2,5 milliárd dolláros ajánlatot tett a Mojangra és a Minecraft tulajdonjogára, miután Markus Persson egy Twitter-üzenetben vetette fel a vásárlás ötletét, aki ezzel egyúttal reagált az őt ért kritikákra. A vételre 2014. november 6-án került sor, és ezzel Persson felkerült a Forbes magazin milliárdosok listájára. 2017. szeptember 18-án a játék eredeti változatát átnevezték Minecraft: Java Editionre megkülönböztetésül a Bedrock Editiontől, ami pedig megkapta a sima Minecraft nevet.
A Minecraft kiadása óta kapja a frissítéseket, melyek új tartalmakat adnak hozzá a játékhoz.
A 2020-as 1.16-os „Nether Update” frissítésben átalakították az Alvilágot és hozzáadtak pár alvilági élőlényt is a játékhoz. A 2021-es 1.17-es és az 1.18-as „Caves & Cliffs” frissítésben újradolgozzák a hegyek és barlangok generálását. A 2022-es 1.19-es „The Wild” frissítésben hozzáadják a békákat, a sarat, az ősi várost és a mangrove fát a játékhoz. A 2023-as 1.20-as „Trails and Tales” frissítésbe bekerült a cseresznyefa, a teve és a régészet. A Bedrock Editiont is gyakran frissítik, ezeknek a tartalma gyakran megegyezik a Java Editionével. A játék más verzióit, mint például a konzolos és a Pocket Edition kiadásokat vagy beleolvasztották a Bedrock Editionbe, vagy megszüntették a támogatást.

### Zene

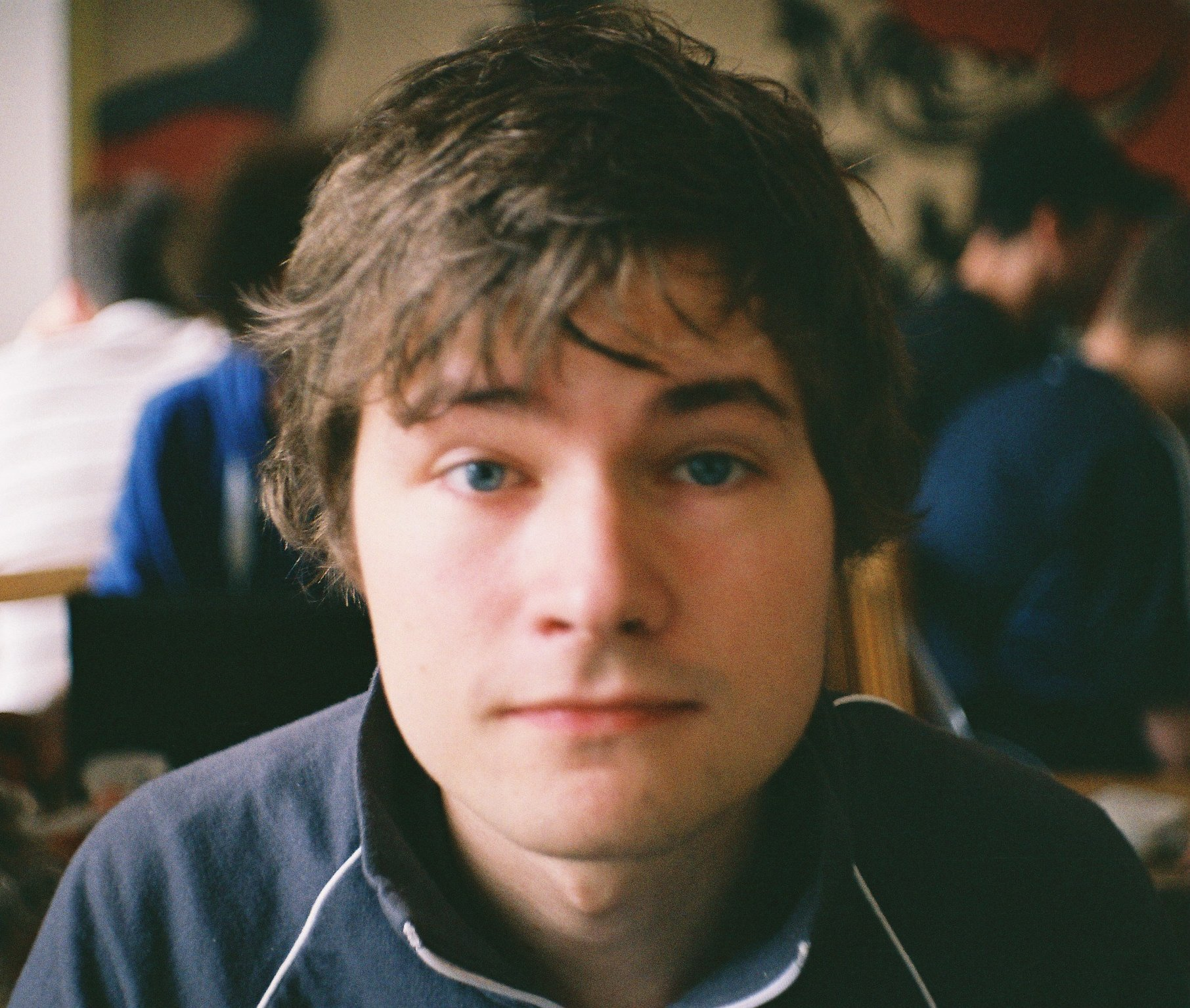
A játék zeneszerzője, Daniel „C418” Rosenfeld

A Minecraft zenéjét és a hanghatásait Daniel Rosenfeld, művésznevén C418 szerezte. 2011. március 4-én Rosenfeld Minecraft – Volume Alpha címmel kiadta a játék zenéinek nagy részét és mellette néhány új számot. A Kotaku blog a 2011-es év egyik legjobb kísérőzenének választotta meg a Minecraft zenéit. 2013. november 9-én kiadták a másik hivatalos albumot Minecraft – Volume Beta címmel, a játékhoz hozzáadott újabb zeneszámokat. A Volume Alpha 2015. augusztus 21-én megjelent CD-n, valamint fekete és limitált zöld hanglemezen, a Ghostly International gondozásában. C418 mellett Lena Raine is szerzett négy számot, melyek 2020-ban, az 1.16-os frissítéssel kerültek be a játékba.

## Kiadások

### Számítógépes verzió
A játék számos operációs rendszerrel kompatibilis, köztük különféle Windowsokkal, macOS-sel és Linuxszal. A Minecraft Java és Windows 10 kiadása mellett más változatokat is kiadtak számítógépekre, ilyenek a Minecraft Classic, a Minecraft 4K, és a Minecraft: Education Edition.
A Minecraft Classic a Minecraft régebbi változata, amely böngészőből és a játék indítóján keresztül játszható. A játék újabb verzióival ellentétben ez ingyenesen játszható. Hasonlóan működik, mint a kreatív mód, teret ad a játékosoknak, hogy egyedül, vagy többen kedvük szerint formázhassák a világot. Ebben a verzióban nincsenek számítógép vezérelte ellenségek, se környezeti veszélyek. Ezen kívül a blokkok kinézete és viselkedése is más, mivel ezeket már megváltoztatták a fejlesztés során.
A Minecraft 4K a játék leegyszerűsített változata, melyet a Java 4K demóversenyre készítettek, melyen a résztvevő programok mérete maximum 4 kilobájt lehetett. Indításkor minden alkalommal ugyanaz a 64×64×64 blokk kiterjedésű világ generálódik le, és csak a fű, föld, kő, fa, levél és tégla blokkokat építették be a játékba.
2011 körül, a játék megjelenése előtt a Mojang és a Lego Csoport Brickcraft néven egy LEGO kocka alapú játékon dolgoztak. Az alapot adó Minecraftot úgy módosították volna, hogy a játék blokkjai helyett a LEGO építőkockáit használták volna fel. A kezdetleges változatán Markus Persson dolgozott, aki „Project Rex Kwon Do” nevet adta a projektnek, a 2004-es Nevetséges Napóleon egyik poénja után. A Lego zöld utat adott a játék fejlesztésére, a Mojangnál pedig két fejlesztőt is megbíztak a feladattal, azonban hat hónap után a fejlesztést leállították, mivel a Lego túl sok elvárást támasztott a Mojang felé. A Lego Csoport ekkor még mérlegelte a játék jogának megvásárlását a stúdiótól, majd annak befejezését, azonban ahogy a Microsoft 2014-ben felvásárolta a Mojangot, elálltak ettől. Ronny Scherer, a Lego munkatársa szerint ekkor még nem volt biztos a Minecraft sikere, ezért nem kockáztatták meg a jogok megvásárlását.

### Pocket/Bedrock Edition
A Pocket Edition béta verziója 2011. augusztus 16-án jelent meg Xperia Play telefonokra, az Android Market áruházban. Ezt követően október 8-án további androidos készülékekre, november 17-én iOS-re is megjelent. A Windows Phone port csupán 2014-ben, a Mojang felvásárlása után készült el. A verzió kezdetben csak kreatív és egy kezdetleges túlélő módból állt, nem tartalmazta a számítógépes kiadás összes funkcióját, de a későbbi frissítésekkel próbálták egy szintre hozni azzal. Jens Bergensten Twitteren számolt be arról, hogy a Pocket Edition C++ nyelven íródott, mivel az iOS nem támogatja a Javát.
A Pocket Edition teljes változata 2016. december 19-én jelent meg valamennyi platformon, azonban a Microsoft 2017. január 18-án közzé tette, hogy Windows Phone-ra nem készítenek további frissítéseket. A Pocket Edition játékmotorját, a „Bedrock” motort a Windows 10, az Xbox One, a Gear VR, az Apple TV, a Fire TV, a Nintendo Switch, és a PlayStation 4 kiadásaihoz is elkészítették, ezeket együttesen a motor neve után Bedrock Editionnek nevezik. 2017 júniusától a platformok közti játék bevezetésével együtt ez a kiadás megkapta a sima Minecraft nevet.
A Minecraft for Windows 10 a Bedrock Edition Windows 10-re készített exkluzív változata. A béta változata 2015. július 29-én jelent meg a Windows Store kínálatában. Ebben a verzióban a játékosok képesek közös játékra az Xbox Live barátjaikkal és helyi hálózaton más Bedrock alapú platformokon. Továbbá több játékvezérlőt is támogat, mint a gamepadot, billentyűzetet, vagy az érintőképernyőt, továbbá kompatibilis virtuális valóság eszközökkel, és a beépített GameDVR-ral játékon belül lehet felvételeket és képeket készíteni.
2020. április 16-án az Nvidia kiadta a Minecraft béta verzióját, mely támogatja a PBR megoldásokat, sugárkövetést és DLSS-t az RTX kompatibilis GPU-kon. A végleges változat még ugyanazon évben, december 8-án jelent meg.

### Education Edition
A Minecraft: Education Edition az alapjáték oktatási célokra készült változata, melyet első sorban az oktatási intézmények használnak. A kiadás a Bedrock Edition kódbázisára épült, és Windows 10, MacOS, iPadOS, valamint Chrome OS rendszereken érhető el. A kiadás tartalmaz egy kémiai forráscsomagot, ingyenes tantervet és két kiegészítő alkalmazást: egy programozó és egy osztálytermi csomagot.
Megjelenése előtt a béta teszt 2020. június 9-e és november 1-je között zajlott le, majd a teljes játék 2016. november 1-jén jelent meg, ekkor még csak Windows 10-re és MacOS-re. 2018. augusztus 20-án számolt be a Mojang, hogy az év őszén iPadOS-ra is elérhetővé válik a játék kiadása, ami végül 2018. szeptember 6-án jelent meg az App Store-ban. 2019 tavaszától a kínai terjesztést a JD.com végzi. Az Education Edition nyílt bétája 2020. június 26-án jelent meg a Google Play áruházban a Chromebookok számára, a teljes verzióját pedig augusztus 7-én adták ki.

### Konzolos verziók
Az Xbox 360 kiadást 2012. május 9-én adták ki a 4J Studios gondozásában, és a Microsoft az Xbox Live Arcade NEXT szolgáltatásának kiemelt játékának szánta. Ez a változat kezdetben a számítógépes kiadás régebbi verziójához hasonlított, de a fejlesztés során igyekeztek ezt az eltérést csökkenteni, azonban mégis számos elemében különbözik a másiktól: más a barkácsolási rendszer, más a felhasználói felület és osztott képernyővel alkalmas a helyi többjátékos módra, de Xbox Live-val online is lehet más játékosokkal játszani. Utódja, az Xbox One-ra szánt kiadás 2014. szeptember 5-én jelent meg nagyobb világokkal és más egyéb fejlesztésekkel.
A Minecraft PlayStation 3-ra 2013. december 17-én, PS4-re késéssel, 2014. szeptember 4-én, PlayStation Vitára pedig 2014 októberében jelent meg. Az Xboxokhoz hasonlóan a portot ezekhez a konzolokhoz is a  4J Studios készítette el.
A Wii U kiadás digitálisan 2015. december 17-én jelent meg, dobozos kiadása Észak-Amerikában 2016. június 17-én, Japánban június 23-án, Európában június 30-án került a polcokra. A játék Nintendo Switch kiadása 2017. május 11-én került a Nintendo eShopba, a New Nintendo 3DS-é pedig 2017. szeptember 13-án, közvetlenül a Nintendo Direct bemutatója után.
A PlayStation 3, a PlayStation Vita, az Xbox 360, és a Wii U kiadások 2018. december 18-án kapták meg az utolsó frissítést, ezt követően megszűnt a támogatottságuk. A PS4-es verzió 2019 decemberében kapta meg a frissítést, mely lehetővé tette a platformok közti játékot a többi Bedrock kiadással.

### Raspberry Pi
A Minecraft Raspberry Pi kiadását még a 2012-es MineConon mutatták be, amin elhangzott, hogy alapjául a Pocket Edition régebbi verziója szolgált, illetve a világot szöveges parancsokkal lehet szerkeszteni. Még decemberben kikerült a játék kezdetleges változata, a teljes játékot 2013. február 11-én adták ki.

### Minecraft China
A NetEase és a Mojang közötti licencszerződés alapján 2016-ban elkezdték fejleszteni a játék kínai kiadását. A Minecraft China számítógépes verzióját 2017. augusztus 8-án adták ki nyilvános tesztelésre, iOS-re szeptember 15-én, Androidra október 12-én. A számítógépes verzió a Java kiadáson, az okostelefonra készültek a Bedrock Editionön alapulnak. 2019 novemberéig az ingyenesen játszható Minecraft China több mint 300 millió játékost számlált.

### Virtuális valóság
A játék korai verziójában Markus Persson tervezett portot készíteni Oculus Riftre, azonban ahogy a Facebook 2013-ban felvásárolta az Oculust, visszavonta tervét. Ennek ellenére a játékos közösség 2016-ban Minecraft VR néven modot készített a Java kiadáshoz, az Oculus Rift támogatására, egy másik csoport pedig Vivecraft néven készített portot HTC Vive-ra. A nem hivatalos kiadásokat követően 2016. augusztus 15-én hivatalosan is megkapta a Windows 10-es kiadás az Oculus Rift támogatást. A megjelenést követően a Minecraft VR-t meg kellett szüntetni a készítők és a Microsoft közötti védjegy viták miatt, míg a Vivecraft megmaradhatott. Később a hivatalos kiadás támogatását kiterjesztették 2016-ban a Gear VR-ra és 2017-ben a Windows Mixed Reality-re. A Mojang Studios 2020. szeptember 7-én számolt be arról, hogy a játék PlayStation 4 kiadása is megkapja a virtuális valóság támogatást a PlayStation VR-ra.

## Spin-off játékok

### Minecraft: Story Mode
A Telltale Games és a Mojang együttműködésében készülő Minecraft: Story Mode fejlesztését 2014 decemberében jelentették be, és az első előzetesét a 2015. július 4-i MineConon mutatták be a közönség számára. Az öt önálló és három kiegészítő epizódból álló játék 2015. október 13-án jelent meg. A játékos egy Jesse nevű karaktert irányít (akinek szinkronhangja beállításoktól függően Patton Oswalt, vagy Catherine Taber), és döntéseivel befolyásolhatja a játék menetét. Kezdetben Windows, macOS, iOS, Android rendszerekre és PlayStation 3, PlayStation 4, Xbox 360, Xbox One konzolokra adták ki, ez a lista később a Wii U-val és a Nintendo Switchcsel bővült.

### Minecraft Classic
A Minecraft Classic webböngészős játék, a 2009-es Classic verziónak az újrakiadása. A játékot 2019. május 7-én adták ki, a Minecraft 10. évfordulójára. Rendelkezik az eredeti verzió minden elemével, köztük a hibáival is. A játékos, mint ahogy az eredetiben is, 32 fajta blokkal építkezhet, és 10 főig többjátékos módban is játszhat.

### Minecraft Earth
2019 májusában jelentette be a Mojang a Minecraft Earth fejlesztését. A kiterjesztett valóságú játék lehetőséget ad a játékosoknak, hogy a világban valós időben virtuális, Minecraft stílusú építményeket építhessenek egyedül, vagy más játékosokkal. A játék 2019 júliusában jelent meg korai hozzáférésben. 2021 januárjában a Mojang bejelentette, hogy a COVID–19-világjárvány miatt 2021 június 30-án megszűnik a játék.

### Minecraft Dungeons
A Minecraft Dungeons a Mojang Studios labirintusfelfedező játéka a Minecraft univerzumában. A fejlesztéséről először a 2018-as MineConon számoltak be, és 2020. május 26-án jelent meg Windowson, valamint Xbox One, Nintendo Switch és PlayStation 4 konzolokon.

### Minecraft Legends
A Minecraft legends  egy valós idejű akcióstratégiás videojáték, amelyet a Mojang Studios és a Blackbird Interactive fejlesztett ki és az Xbox Game Studios adott ki. Megjelenése 2023. április. 18.

## Fogadtatás
| Összegzőoldal | Értékelés |
| ------------- | --- |
| Metacritic    | (PC) 93/100 (PS4) 89/100 (XONE) 88/100 (PS3) 86/100 (NS) 86/100 (VITA) 84/100 (X360) 82/100 (WIIU) 77/100 (3DS) 62/100 (iOS) 53/100 |

| Szerző        | Értékelés                                                                                    |
| ------------- | -------------------------------------------------------------------------------------------- |
| 1Up.com       | (PC) A+                                                                                      |
| Edge          | (PC) 9/10                                                                                    |
| Eurogamer     | (PC) 10/10 (X360) 9/10                                                                       |
| Game Informer | (PC) 9,25/10 (X360) 8,75/10                                                                  |
| GameSpot      | (PC) 8,5/10 (X360) 7,0/10                                                                    |
| GameSpy       | (PC)                                                                                         |
| IGN           | (PC) 9,0/10 (iOS) 7,5/10 (X360) 8,5/10 (PS3) 9,5/10 (PS4) 9,7/10 (XONE) 9,7/10 (VITA) 9,5/10 |
| PC Gamer (US) | (PC) 96/100                                                                                  |
| TouchArcade   | (iOS) (0.12-es verzió)                                                                       |

A Minecraft számos elismerést kapott, kiemelve a játék adta szabadságot és a feltörekvő játékmenetet. A kritikusoktól dicséretet kapott az összetett barkácsolási rendszer, de említést kapott még a „blokkos” grafika, a játék kalandelemei, valamint a felfedezés és az építkezés közti egyensúly. A többjátékos módot is többnyire kedvezően fogadták, a kritikusok úgy fogalmaztak, hogy „páratlan teret ad a kreativitásnak és az emlékezetes élményeknek”, illetve „a barátokkal mindig jobb kalandozni”. Továbbá úgy gondolták, fiatalok millióit vezeti majd be a játék a digitális világba.
A játék számos pozitívumai mellett a hibáiról is beszéltek a kritikusok. A tesztelők szerint útmutató hiányában a kezdő játékosok nehezen boldogulnak el a játék korai szakaszában, illetve számos vizuális hiba is előfordul a játékban. Az IGN bonyolultnak találta a többjátékos szerver elindítását, illetve ahhoz csatlakozást. A GameSpot szerint, annak ellenére, hogy a Minecraft 2011-ben lépett ki a béta fázisából, még mindig befejezetlen érzetet ad azáltal, hogy egyes játékelemek hiányosak, vagy sietve összedobottak.
Még fejlesztés alatt, az alfa fázisban a Daily Record különlegesnek nevezte a játékot, és a megvásárlására buzdította olvasóit. A Rock, Paper, Shotgun szerkesztője is ajánlotta az alfa kiadást, „egyfajta 8 bites Lego Stalkernek” nevezte a játékot. 2010. szeptember 17-én a Penny Arcade webképregény- és hírsorozatot indított a játék addiktív hatásáról. A játék Xbox 360 kiadását is pozitívan fogadták, de nem kapott annyi elismerést, mint a számítógépes kiadás. Pozitívumként sorolták, hogy a konzolos port tartalmaz oktatóanyagot, tippeket és recepteket barkácsoláshoz, azonban hátrányként említették, hogy nem támogatja a moddingot úgy, mint a számítógépen.
A Minecraft: Pocket Edition kezdetben vegyes értékeléseket kapott a kritikusoktól. Habár dicséret érte az irányítást, azonban a tartalom hiánya, a gyűjtögetés hiánya, a korlátozott számú anyagok és lények miatt több bírálatot kapott. A frissítések során a Pocket Edition több tartalmat kapott, így több pozitív értékelést is szerzett.

### Eladások
A Minecraft eladásai már 2011 elején, a béta megjelenését követően kevesebb mint egy hónap alatt elérték az egymillió példányt. Ekkor a játék még nem rendelkezett kiadóval, és nem költöttek a hirdetésére, a híre csak szóbeszédben és népszerű médiumokban nem szponzorált tartalomként terjedt. 2011 áprilisára Markus Persson becslése szerint a játék elérte a 23 millió eurós bevételt, amit az alfa kiadás nyolcszázezer példányának, a béta kiadás egymillió példányának eladása hozta. 2011 novemberében, még a teljes játék kiadása előtt a Minecraft 16 millió regisztrált felhasználót és 4 millió eladott példányt számlálhatott. Az eladások növekedésével 2012 márciusára minden idők hatodik legkelendőbb számítógépes játéka lett. 2014 februárjában elérte a 100 millió regisztrált játékost, októberben pedig 17 millió számítógépes eladással a legkelendőbb PC-játéka lett, továbbá valamennyi platformon eladott 60 millió példánnyal minden idők egyik legkelendőbb videójátéka lett. 2019 májusáig 180 millió példányt értékesítettek, amivel a Minecraft elfoglalta a legkelendőbb videójátékok listájának első helyét. Az ingyenesen játszható Minecraft China 2019 novemberére több mint 300 millió játékost számlált.
Az Xbox 360 kiadás 2012-es megjelenését követően már az első napon megdöntötte a korábbi Xbox Live rekordot 40 000 online játékossal, majd egy héttel rá az egymillió eladott példányt is elérte. Az év végére már 4,48 millió példányt értékesítettek belőle, amivel a Minecraft lett 2012 legkeresettebb Xbox Live Arcade játéka, és az átlagos napi játékosok alapján pedig negyedik helyet ért el. 2014 áprilisára az xboxos eladások száma elérte a 12 millió példányt, a Minecraft: Pocket Editioné pedig a 21 milliót. A PlayStation 3-ra készült kiadásból a megjelenést követő öt hét alatt egymillió példányt vásároltak. A PlayStation Vita kiadás megjelenésével a Minecraft eladásainak száma 79%-kal megnőtt, és ezen konzol eladásai túlszárnyalta a többi PlayStation eladásait. Japánban a megjelenést követő két hónapban 100 000 példányt, 2015 januárjáig pedig félmillió példányt értékesítettek.
2020 májusára, a Minecraft első megjelenésének 11. évfordulójára 200 millió példányt adtak el belőle valamennyi platformon, továbbá havi szinten 126 millió aktív játékossal rendelkezik.

### Díjak
2010 júniusában a játék felkerült a PC Gamer legjobb munkahelyi játékok listájának negyedik helyére. Decemberben a Good Game 2010 legjobb letölthető játékává, a Gamasutra az év nyolcadik legjobb és az év nyolcadik legjobb indie játékává, a Rock, Paper, Shotgun pedig az év játékává választotta a Minecraftot. Továbbá elnyerte az Indie DB a legjobb indie játéka díját az olvasók szavazatai alapján, a leginnovatívabb és legjobb egyjátékos módú játék díjakat a szerkesztők választása alapján, valamint a PC Gamer UK év játéka díját is. A Minecraftot 2011 márciusában, az Independent Games Festival alatt több kategóriában is jelölték, ahol a zsűri Grand Prize és a közönség Audience Award díjait nyerte el. A 2011-es Game Developers Choice Awards díjátadón a játékot jelölték a legjobb debütáló, a legjobb letölthető és az innováció kategóriákban, és ezeket a díjakat meg is nyerte. A Spike Video Game Awards díjátadóján elnyerte a legjobb független játék díjat, továbbá jelölést kapott a legjobb számítógépes játék kategóriában. Ugyancsak 2011-ben elnyerte a GameCity művészeti díját. 2011. május 5-én a Minecraftot beválasztották abba a 80 játékba, melyeket a washingtoni Smithsonian American Art Museum 2012. március 16-án megnyílt The Art of Video Games időszakos kiállításán mutattak be. 2012-ben a British Academy Games Awards díjátadón a Minecraft jelölést kapott a GAME Award of 2011 kategóriában, míg a játék fejlesztője, Markus Persson különdíjban részesült. Továbbá ebben az évben a játék Xbox Live Arcade kiadása Arany Joystick-díjat kapott legjobb letölthető játék kategóriában, a TIGA Games Industry Award díját pedig a legjobb árkád játék kategóriában vihette el. 2013-ban a British Academy Video Games Awards az év családi játékára jelölték. 2014-ben a játékkonzolos kiadás elnyerte a TIGA év játéka díját. 2015-ben hatodik helyezést ért el az USgamer 2000 óta kiadott legjobb 15 játék listáján. 2016-ban elérte a hatodik helyet minden idők 50 legjobb videójátékának listáján.
A 2013-as és a 2014-es Choice Awardson is jelölték díjra, azonban előbb a Temple Runnal, utóbb pedig a Just Dance 2014-gyel szemben alul maradt. A 2015-ös átadón azonban már díjat is nyert a legjobb függőséget okozó játék kategóriában. Továbbá a Java Editiont a 2018-as díjátadón jelölték a kedvenc videójáték kategóriában, valamint díjat nyert a 2019-es Arany Joystick-díjátadón „még mindig játszunk vele” kategóriában és a 2020-as Kids’ Choice-on kedvenc videójáték kategóriában.

## Kulturális hatása
2019 szeptemberében a The Guardian a Minecraftot választotta a 21. század első két évtizedének legjobb játékává, novemberben a Polygon a 2010-es évek legfontosabb játékának nevezte, decemberben pedig a Forbes külön kiemelte a 2010-es évek legjobb játékai listában, mint az elmúlt tíz év egyik legfontosabb játéka. 2020 júniusában beválasztották a The National Museum of Play World Video Game Hall of Fame hírességek csarnokába.
A Minecraft népszerűsítésében nagy szerepet játszottak a különféle közösségi oldalak, mint a YouTube, Facebook és a Reddit. Ezt alátámasztja a University of Pennsylvania kutatása, ami szerint a játékosok egyharmada különböző internetes videók útján ismerkedett meg a Minecrafttal. 2010-re már eléggé elterjedtek a Minecraft témájú YouTube-videók, melyek többnyire képernyőfelvevő programmal felvett játékmenetek voltak. Az ilyen videók általában a játékosok alkotásaiból, végigjátszásokból és a popkultúrában elterjedt művek paródiáiból állnak. 2012 májusára már több mint 4 millió Minecrafttal kapcsolatos videót töltöttek fel a YouTube-ra. Az ilyen tartalmak gyártásával többen is nagy népszerűségre tettek szert. Ilyen például a The Yogscast csapata, akik már több milliárd megtekintést értek el a YouTube-csatornájukon, és a 2011-es Mineconon a Yogscast panelje volt a leglátogatottabb, illetve Jordan Maron is, aki számos ismert dal Minecraft-paródiáját készítette el, köztük a dél-koreai rapper, Psy Gangnam Style dalának is, Minecraft Style címmel.
A Minecraft közösségének egyik kultikus alakja Herobrine, aki először a 4chan /v/ tábláján jelent meg egy kép formájában. A játékosok között terjedő pletyka szerint Herobrine megjelenik a játékvilágban, és furcsa építményeket hagy maga után. A Mojang azonban megerősítette, hogy sose létezett ilyen karakter a játékban, illetve nem is tervezik, hogy hozzáadják a játékhoz.
Számos más videójátékban vannak elrejtve utalások a Minecraftra, mint például a Torchlight II-ben, a Borderlands 2-ben, a Choplifter HD-ban, a Super Meat Boy-ban, a The Elder Scrolls V: Skyrimben, a The Binding of Isaacban, a The Stanley Parable-ben, a FTL: Faster Than Lightban és a Super Smash Bros. Ultimate-ben, ahol több karakter is (Steve, Alex, zombi és bevégző/enderman) is megjelenik egy Minecraft témájú pályával együtt. A videójátékok mellett zenékben is megjelennek hivatkozások a játékra: deadmau5 számos utalást tett a játékra a fellépésein, Lady Gaga G.U.Y. című dalának videóklipjében megjelenik a játék mása. Televíziós sorozatokban is megjelent már a játék: a South Park 17. évadjának 2. epizódja tartalmaz utalásokat a Minecraftra, a Szív- és egyéb rablókat, a Simpson család 25. évadjának 17. epizódját a játék ihlette.

### Alkalmazás
A játékon kívül a Minecraftot számos más területen is felhasználták, különösképpen a számítógépes tervezés és az oktatás területén. A 2011-es Minecon egyik előadásán egy svéd fejlesztő beszámolt arról, hogy a játékot fel lehet használni épületek és parkok tervezésére, valamint ezek látványterveinek elkészítéséhez. 2012-ben Cody Sumter, az MIT Media Lab Human Dynamics csoportjának tagja úgy vélte, hogy Notch nem csupán egy játékot készített, hanem trükkösen 40 millió embert megtanított a CAD alkalmazások használatára. Számos szoftver készült a játékon belül elkészített tervek megvalósítására háromdimenziós, vagy hagyományos nyomtató segítségével.
2012 szeptemberében a Mojang az ENSZ Emberi Települések Központjával együttműködve elindította a „Block By Block” projektet, hogy a valós környezetet lemodellezzék a játékon belül. A projekt lehetőséget ad, hogy Minecraft szervereken a lakosok kedvükre formázhassák a virtuális környéküket, és az itt szerzett tapasztalatok mentén felújíthassák a valóságban is azt a területet. Carl Manneh, a Mojang ügyvezető igazgatója úgy számolt be, hogy az együttműködés keretén belül 2016-ig 300 közterületet újítanak fel. A projektet először Nairobi egyik nyomornegyedében, Kiberában kezdték meg. A Block By Block projekt egy 2011. októberi Mina Kvarter nevű kezdeményezésből ered, melyben svéd fiatalok mutathatták be elképzeléseiket a környékük megváltoztatásáról.
2014 áprilisában a dán geodata ügynökség (Geodatastyrelsen) elkészítette Dánia méretarányos felszínét a Minecraftban a saját geoinformációik alapján. Erre azért volt lehetőségük, mert az ország legmagasabb pontja a tengerszint felett 171 méterre van (Yding Skovhøj), a játékon belül pedig 193 méteren van az építési korlát.
A Minecraftot oktatási célokra is felhasználták már. 2011-ben alakult meg a MinecraftEdu szervezet azzal a céllal, hogy a játékot bevezessék a tanórákba. A csoport által készített módosítás egyedi funkciókat ad hozzá a játékhoz, melyekkel figyelemmel kísérhetik a tanárok a diákok előmenetelét a virtuális világban. 2012 szeptemberére mintegy 250 000 diák tanulhatott a MinecraftEdu projektjén belül. Számos tantárgy oktatásánál és szemléltetésénél használták már fel a Minecraftot, mint a történelem, idegen nyelv és a természettudomány. Például egy tanár különféle történelmi építményekből álló világot készített diákjainak tanulás és felfedezés céljából, egy másik pedig a játékon belül elkészített modell segítségével szemléltette a sejtek működését.
Az elektromos áramkörök szerepét betöltő „vöröskő” megjelenésével a játékosoknak lehetőségük jutott működőképes virtuális számítógépek megépítésére a játékon belül. Így készült már a Minecraft világában működő merevlemez, 8 bites virtuális gép, Atari 2600 emulátor és Game Boy Advance kézikonzol. Ezeket a virtuális számítógépeket felhasználják azok a modok, melyek különböző programozási nyelvekre tanítják a játékosokat.
A Microsoft és a nonprofit Code.org számos játékot, rejtvényt és oktatóanyagot készített el a fiatalabb korosztály programozás tanítására, melyet 2018 márciusáig több mint 85 millió fiatal használt fel. A londoni British Museum 2014 szeptemberében bejelentette, hogy tervezik elkészíteni a múzeum mását Minecraftban, valamennyi kiállítással együtt.
Kihasználva, hogy a Minecraftot számos webhellyel ellentétben eddig sehol sem cenzúrázták, a Riporterek Határok Nélkül szervezet egy nyílt szerveren létrehozott egy cenzúramentes könyvtárat, melyben azon újságírók irományait gyűjtötték össze, akiket országukban (többek között Egyiptomban, Mexikóban, Oroszországban, Szaúd-Arábiában és Vietnámban) cenzúráztak, vagy letartóztattak munkásságuk miatt. A neoklasszicista virtuális könyvtárépület megépítésén egy 24 főből álló nemzetközi csapat dolgozott, mintegy 250 órán keresztül.

### Klónok
A Minecraft megjelenését követően számos olyan játékot is közzétettek, melyek különböző hasonlóságokkal bírnak a Minecrafthoz képest, és ezért közülük néhányat „klónoknak” neveztek el, mint például az Ace of Spadest, a CastleMinert, a CraftWorldöt, a FortressCraftot, a Terrariát és a Total Minert. David Frampton, a The Blockheads tervezője arról számolt be, hogy a saját kétdimenziós pixeles játékának egyetlen hibája, hogy túlságosan hasonlít a Minecrafthoz, ami a játékosok körében némi ellenálláshoz vezetett. Amíg a Minecraft az alfa verzióban járt, a Mojangtól függetlenül elkészítették a játék Nintendo DS-re szabott adaptációját DScraft néven, figyelembe véve a rendszer műszaki korlátait.
Azt követően, ahogy a Microsoft felvásárolta a Mojangot és ezzel a Minecraft jogait, számos klón fejlesztője jelentette be, hogy a jövőben csak a Nintendo konzoljaira fejlesztenek, mivel akkor ez volt az egyetlen, jelentős platform, amely még nem kapta meg az eredeti játék hivatalos verzióját. Többek között az UCraft (Nexis Games), a Cube Life: Island Survival (Cypronia), a Discovery (Noowanda), a Battleminer (Wobbly Tooth Games), a Cube Creator 3D (Big John Games), és a Stone Shire (Finger Gun Games) klónok így jelentek meg Nintendo játékkonzolokra. De a játék eredeti fejlesztője, Markus Persson is készített egyfajta Minecraft klónt a 2011-es Ludum Dare 48 órás játékkészítő versenyre Minicraft névvel.

### Filmek
2012 decemberében a 2 Player Productions vállalat Minecraft: The Story of Mojang címmel dokumentumfilmet adott ki a Mojang és a Minecraft történetéről. 2014-ben rajongók egy, a játékot feldolgozó filmet terveztek készíteni, melyet kickstarteres gyűjtésből finanszíroztak volna, azonban Markus Persson nem adta meg hozzá a kellő jogokat.
2012 során a Mojangot több hollywoodi producer is felkereste a Minecrafthoz kötődő tévéműsorok gyártásával, azonban a Mojangnál csak akkor voltak hajlandóak részt venni ilyen projektben, ha az alkotók megfelelő ötlettel állnak elő hozzá. 2014 májusában Persson megosztotta, hogy a Mojang tárgyalásokat folytat a Warner Bros. Pictureszel egy Minecraft-film kapcsán, aminek munkálatai az év októberére már korai szakaszba léptek. Eredetileg a film forgatókönyvét Jason Fuchs írta, és Shawn Levy rendezte, a premierdátumot pedig 2019. május 24-re tűzték ki. 2015 júliusában Levy-t Rob McElhenney váltotta a rendezői székben, azonban 2018 augusztusában McElhenney otthagyta a forgatást, a forgatókönyvet pedig Fuchs helyett már Aaron és Adam Nee írta, ezzel a film megjelenése is csúszott. McElhenney elmondása szerint az általa rendezett film a játék nyílt világán alapult, ezt az ötletet kezdetben a Warner Bros. Pictures is támogatta, és 150 millió dolláros költségvetést is biztosítottak a film elkészítésére. A film korai munkálataihoz már 2016-ban nekiláttak többek között Steve Carell-lel a főszerepben. Abban az időben váltotta a Warner Bros. Pictures vezérigazgatói pozíciójában Greg Silvermant Toby Emmerich, akinek más elképzelései voltak a stúdióval és a filmmel kapcsolatban.
2019 januárjában mutatták be a Minecraft-film új forgatókönyvíróját és rendezőjét Peter Sollett személyében, aki már történetszálon vitte a filmet, mint McElhenney. A film új premierdátumát 2022. március 4-re tűzték ki, azonban a COVID–19-világjárvány miatt 2020 októberében a megjelenést határozatlan időre elhalasztották.

### Regények
- Minecraft: The Island, 2017. július 18., írta: Max Brooks, ISBN 9780399181771
- Minecraft: The Crash, 2018. július 10., írta: Tracey Baptiste, ISBN 9780399180668
- Minecraft: The Lost Journals,  2019. július 9., írta: Mur Lafferty, ISBN 9780399180699
- Minecraft: The End, 2019. december 3., írta: Catherynne Valente, ISBN 9780399180729

### Termékek
A Mojang 2011 decemberében nyújtotta be a Minecraft tematikájú LEGO készletre az ötletét a Lego Cuusoo (ma Lego Ideas) programban, amire aztán több mint 10 000 szavazatot kapott a felhasználóktól, ami következtében a Lego megvizsgálta a stúdió koncepcióját, és 2012 januárjában jóvá is hagyta azt. Az első ilyen készlet, a Lego Minecraft 2012. június 6-án jelent meg, aminek témája a „Micro World” volt, és Steve karakterét és egy creepert helyezett középpontba. 2013 szeptemberében további két készletet adtak ki: egy Alvilág és egy falu témájút, amiket 2014 júniusában a Vég témájú készlet követett. 2014 novemberétől a LEGO készletek mellett már a LEGO Minecraft-minifigurák is kaphatók.
A Mojang gyakran együttműködik a Jinx ruhaipari vállalattal különböző Minecraft témájú pólók, játékbeli eszközök másolatainak, valamint játékállatok és játékszörnyek gyártásában. 2012 májusáig több mint egymillió dollár folyt be a játékhoz kötődő tárgyak értékesítéséből, melyek közül a pólók és a zoknik voltak a legnépszerűbbek. 2013 márciusában a Mojang megállapodást írt alá az Egmont gyerekkönyvkiadóval kézikönyvek, folyóiratok, képeskönyvek és magazinok kiadásáról.

### Minecon

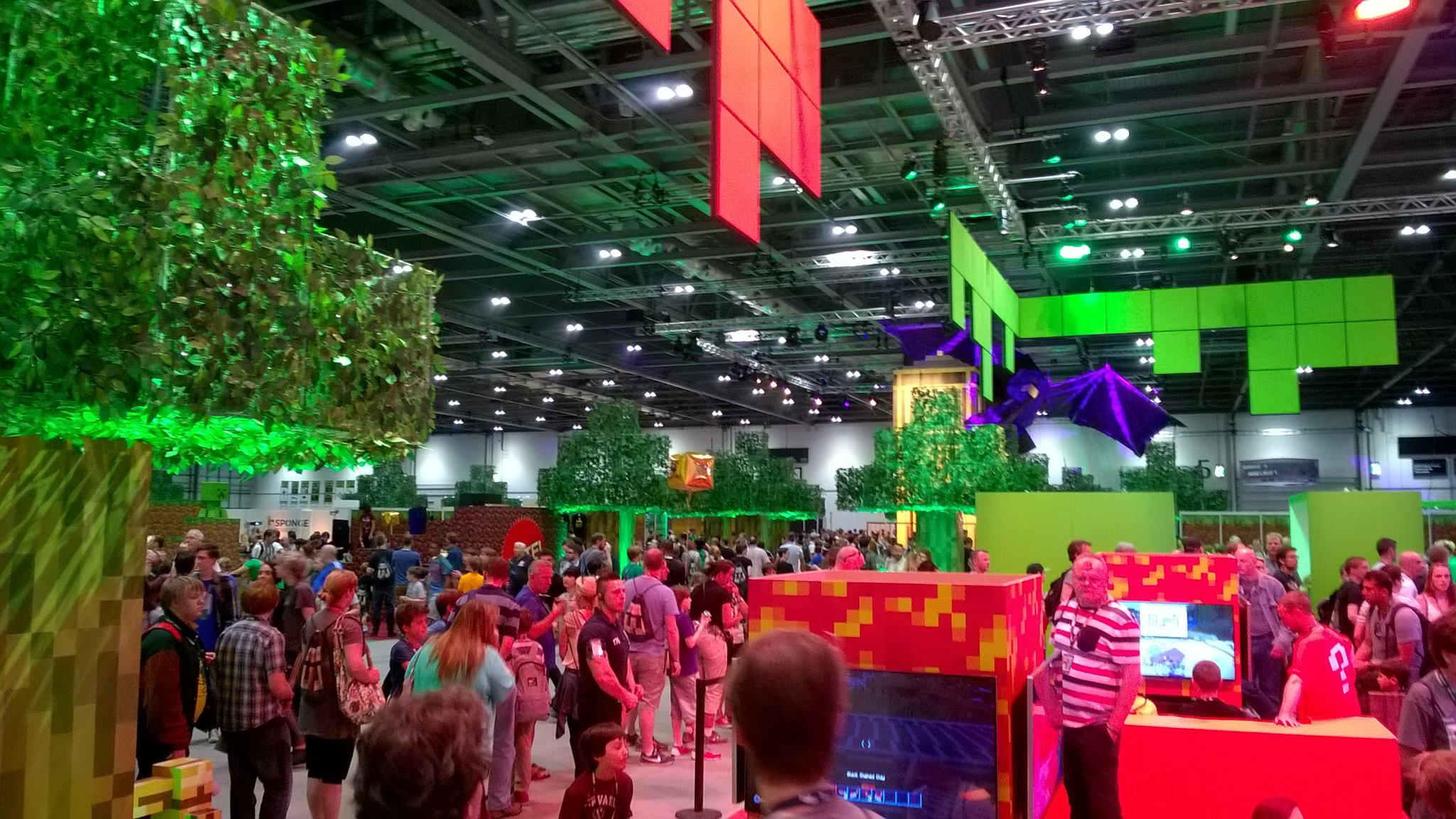
2015-ös Minecon a londoni ExCel kiállítási központban

A Minecon a Minecraft hivatalos rajongói fesztiválja. Legelőször 2011. november 18-án rendezték meg a Las Vegas-i Mandalay Bay hotelben. Az első ilyen rendezvényt akkora érdeklődés övezte, hogy október végére valamennyi jegy elkelt. Ezen az eseményen lépett ki a Minecraft a béta fázisból és jelent meg hivatalosan is, továbbá vitákat, versenyeket és egyéb vetélkedőket is tartottak. A következő években szintén megrendezték a fesztivált: 2012-ben a párizsi Disneylandben, 2013-ban a floridai Orlandóban, 2015-ben Londonban, 2016-ban pedig a kaliforniai Anaheimben. 2017-ben találkozó helyett élő közvetítésben sugározták a Minecon eseményeit MINECON Earth címmel, csakúgy, mint 2018-ban.
A 2019-es Minecont is csak online sugározták, azonban már MINECON Live címmel, megkülönböztetésül az év júliusában megjelent Minecraft Earth játéktól. A Mojang bejelentései között elhangzott, hogy a 2019-es Minecon volt az utolsó, helyette 2020-tól Minecraft Festival névvel tartanak fesztiválokat. Az első ilyen rendezvényt 2020. szeptember 23-a és 25-e között tervezték megrendezni Orlandóban, azonban ezt a világjárvány miatt 2021-re helyezték át.

## Fordítás
- Ez a szócikk részben vagy egészben  a   Minecraft című angol Wikipédia-szócikk ezen változatának fordításán alapul.  Az eredeti cikk szerkesztőit annak laptörténete sorolja fel. Ez a jelzés csupán a megfogalmazás eredetét és a szerzői jogokat jelzi, nem szolgál a cikkben szereplő információk forrásmegjelöléseként.